# Francesco Di Benedetto (militare)
Francesco Di Benedetto (Montemiletto, 4 febbraio 1905 – Uork Amba, 27 febbraio 1936) è stato un militare italiano, insignito della medaglia d'oro al valor militare alla memoria nel corso della guerra d'Etiopia.

## Biografia
Nacque a Montemiletto, in provincia di Avellino, nel 1905, figlio di Francesco Angelo Antonio e Marianna Fiore. Dopo avere compiuto il servizio militare di leva nel Regio Esercito, arma di artiglieria, in forza al 18º Reggimento artiglieria da campagna, nel 1926 si arruolò volontario nelle legioni libiche permanenti della Milizia Volontaria Sicurezza Nazionale del Regio corpo truppe coloniali della Cirenaica con il grado di camicia nera scelta. Rientrato in Italia nel marzo 1935, fu assegnato a domanda alla 2ª Compagnia speciale del genio della 114ª Legione CC.NN. della 2ª Divisione CC.NN. "28 ottobre", mobilitata per le esigente legate alla situazione in Africa Orientale, sbarcando a Massaua, in Eritrea, il 7 settembre 1935. Partecipò alle operazioni belliche nel corso della guerra d'Etiopia, combattendo sul fronte eritreo. Cadde in combattimento a Uork Amba (la "Montagna d'oro") il 27 febbraio 1936 e fu insignito della medaglia d'oro al valor militare alla memoria. Una via di Montemiletto porta il suo nome.

### Fonti
1. 1 2 3 4  Combattenti Liberazione.
2. ↑   Atto di nascita di Francesco Di Benedetto, su antenati.cultura.gov.it.
3. 1 2 3  Gruppo Medaglie d'Oro al Valor Militare 1965, p. 153.
4. ↑   Medaglia d'oro al valor militare Di Benedetto, Francesco, su quirinale.it, Quirinale. URL consultato l'11 luglio 2021.